# Mark Ronchetti
Mark Ronchetti (Dallas,  1973. október 1. –) republikánus politikus Új-Mexikóban. 

## Fiatalkor
Ronchetti Shelburne-ban nőtt fel. A Washingtoni Állami Egyetemre járt, ahol diplomát szerzett. Ezután Coloradóba költözött, hogy egy televíziónál dolgozhasson. 1998-ban Albuquerque-ba költözött, hogy a KOAT-TV meteorológusa legyen.

## Politikai karrier

### 2020-as szenátusi választás Új-Mexikóban
2020 január 7-én Ronchetti bejelentette, hogy jelölteti magát az új-mexikói szenátus választásokon Tom Udall hivatalban lévő demokrata szenátor visszavonulása után. Két másik jelentkezőt legyőzött a republikánus előválasztáson, majd 6,1%-os különbséggel kikapott Ben Ray Lujántól.

### 2022-es kormányzóválasztás Új-Mexikóban
Ronchetti 2021. október 27-én indította el kampányát Új-Mexikó kormányzói posztjáért. Legyőzte Rebecca Dow-t, az állam képviselőjét, Gregory Zanetti nyugalmazott gárdatisztet és még két másik jelöltet, de kikapott Michelle Lujan Grisham demokrata kormányzótól. 